# United States Census 1990
Der United States Census 1990 war die 21. Volkszählung in den Vereinigten Staaten seit 1790. Sie wurde vom United States Census Bureau durchgeführt.

## Auswahl von Auszählungsergebnissen
Als Ergebnis der Auszählung wurde für die Vereinigten Staaten zum Stichtag 1. April 1990 eine Bevölkerungszahl von 248.709.873 Einwohnern ermittelt. Kalifornien blieb weiterhin der bevölkerungsreichste Bundesstaat. Wyoming löste Alaska als bevölkerungsärmsten Bundesstaat ab. 58 Millionen Personen gaben an, deutscher Herkunft zu sein.
Die in den alle zehn Jahre stattfindenden Volkszählungen der Vereinigten Staaten ermittelten Einwohnerzahlen der Bundesstaaten sind der Schlüssel zur Festlegung der Anzahl der Abgeordneten aus diesen Bundesstaaten im Repräsentantenhaus der Vereinigten Staaten. Die Anpassung wird in der Regel im übernächsten Kongress nach einer Volkszählung vorgenommen.

## Staaten nach Einwohnerzahl
Bundesstaaten der USA nach Einwohnerzahl im Jahr 1990.
| Rang | Bundesstaat          | Einwohnerzahl | Steigerung zu 1980 |
| ---- | -------------------- | ------------- | ------------------ |
| 1    | Kalifornien          | 29.760.021    | ▲ +25,7 %          |
| 2    | New York             | 17.990.455    | ▲ +2,5 %           |
| 3    | Texas                | 16.986.510    | ▲ +19,4 %          |
| 4    | Florida              | 12.937.926    | ▲ +32,8 %          |
| 5    | Pennsylvania         | 11.881.643    | ▲ +0,1 %           |
| 6    | Illinois             | 11.430.602    | ▲ +0,1 %           |
| 7    | Ohio                 | 10.847.115    | ▲ +0,4 %           |
| 8    | Michigan             | 9.295.297     | ▲ +0,4 %           |
| 9    | New Jersey           | 7.730.188     | ▲ +5,0 %           |
| 10   | North Carolina       | 6.628.637     | ▲ +12,8 %          |
| 11   | Georgia              | 6.478.216     | ▲ +18,5 %          |
| 12   | Virginia             | 6.187.358     | ▲ +15,7 %          |
| 13   | Massachusetts        | 6.016.425     | ▲ +4,9 %           |
| 14   | Indiana              | 5.544.159     | ▲ +1,0 %           |
| 15   | Missouri             | 5.117.073     | ▲ +4,0 %           |
| 16   | Wisconsin            | 4.891.769     | ▲ +3,9 %           |
| 17   | Tennessee            | 4.877.185     | ▲ +6,2 %           |
| 18   | Washington           | 4.866.692     | ▲ +17,8 %          |
| 19   | Maryland             | 4.781.468     | ▲ +13,4 %          |
| 20   | Minnesota            | 4.375.099     | ▲ +7,3 %           |
| 21   | Louisiana            | 4.219.973     | ▲ +0,4 %           |
| 22   | Alabama              | 4.040.587     | ▲ +3,8 %           |
| 23   | Kentucky             | 3.685.296     | ▲ +0,7 %           |
| 24   | Arizona              | 3.665.228     | ▲ +34,8 %          |
| 25   | South Carolina       | 3.486.703     | ▲ +11,7 %          |
| 26   | Colorado             | 3.294.394     | ▲ +14,9 %          |
| 27   | Connecticut          | 3.287.116     | ▲ +5,8 %           |
| 28   | Oklahoma             | 3.145.585     | ▲ +3,9 %           |
| 29   | Oregon               | 2.842.321     | ▲ +8,0 %           |
| 30   | Iowa                 | 2.776.755     | ▼ −4,7 %           |
| 31   | Mississippi          | 2.573.216     | ▲ +2,1 %           |
| 32   | Kansas               | 2.477.574     | ▲ +4,8 %           |
| 33   | Arkansas             | 2.350.725     | ▲ +2,9 %           |
| 34   | West Virginia        | 1.793.477     | ▼ −8,0 %           |
| 35   | Utah                 | 1.722.850     | ▲ +17,8 %          |
| 36   | Nebraska             | 1.578.385     | ▲ +0,5 %           |
| 37   | New Mexico           | 1.515.069     | ▲ +16,6 %          |
| 38   | Maine                | 1.227.928     | ▲ +9,1 %           |
| 39   | Nevada               | 1.201.833     | ▲ +50,4 %          |
| 40   | New Hampshire        | 1.109.252     | ▲ +20,4 %          |
| 41   | Hawaii               | 1.108.229     | ▲ +12,5 %          |
| 42   | Idaho                | 1.006.749     | ▲ +6,5 %           |
| 43   | Rhode Island         | 1.003.464     | ▲ +5,9 %           |
| 44   | Montana              | 799.065       | ▲ +1,5 %           |
| 45   | South Dakota         | 696.004       | ▲ +0,9 %           |
| 46   | Delaware             | 666.168       | ▲ +11,7 %          |
| 47   | North Dakota         | 638.800       | ▼ −2,3 %           |
| ...  | District of Columbia | 606.900       | ▼ −4,9 %           |
| 48   | Vermont              | 562.758       | ▲ +9,9 %           |
| 49   | Alaska               | 550.043       | ▲ +37,5 %          |
| 50   | Wyoming              | 453.588       | ▼ −3,7 %           |
|      | Vereinigte Staaten   | 248.709.873   | ▲ +9,8 %           |

## Städte nach Einwohnerzahl
Die 20 bevölkerungsreichsten Städte der USA nach Einwohnerzahl im Jahr 1990.
| Rang | Stadt         | Bundesstaat          | Einwohnerzahl |
| ---- | ------------- | -------------------- | ------------- |
| 1    | New York      | New York             | 7.322.564     |
| 2    | Los Angeles   | Kalifornien          | 3.485.398     |
| 3    | Chicago       | Illinois             | 2.783.726     |
| 4    | Houston       | Texas                | 1.630.553     |
| 5    | Philadelphia  | Pennsylvania         | 1.585.577     |
| 6    | San Diego     | Kalifornien          | 1.110.549     |
| 7    | Detroit       | Michigan             | 1.027.974     |
| 8    | Dallas        | Texas                | 1.006.877     |
| 9    | Phoenix       | Arizona              | 983.403       |
| 10   | San Antonio   | Texas                | 935.933       |
| 11   | San José      | Kalifornien          | 782.248       |
| 12   | Baltimore     | Maryland             | 736.014       |
| 13   | Indianapolis  | Indiana              | 731.327       |
| 14   | San Francisco | Kalifornien          | 723.959       |
| 15   | Jacksonville  | Florida              | 635.230       |
| 16   | Columbus      | Ohio                 | 632.910       |
| 17   | Milwaukee     | Wisconsin            | 628.088       |
| 18   | Memphis       | Tennessee            | 610.337       |
| 19   | Washington    | District of Columbia | 606.900       |
| 20   | Boston        | Massachusetts        | 574.283       |